# FUN CITY
「FUN CITY」（ファン・シティ）は、1986年5月10日にリリースされた八神純子の22枚目のシングルである。

## 解説
- 「FUN CITY」は、住友生命『ヤングベストII』のイメージソングに起用された。
- B面の「摩天楼のハリケーン」は、前作『純』からのシングルカット[1]。

## 収録曲
1. FUN CITY (4分06秒)
  - 作詞：八神純子／作曲・編曲：J. J. スタンレー
2. 摩天楼のハリケーン (3分40秒)
  - 作詞・作曲：八神純子／編曲：J. J. スタンレー

## リリース日一覧
| 地域 | リリース日    | レーベル         | 規格       | カタログ番号 | 備考   |
| ---- | ------------- | ---------------- | ---------- | ------------ | ------ |
| 日本 | 1986年5月10日 | アルファ・ムーン | シングル盤 | MOON-727     | STEREO |

## タイアップ
| 曲順 | 曲名     | タイアップ                            | 備考 |
| ---- | -------- | ------------------------------------- | ---- |
| A1   | FUN CITY | 住友生命ヤングベストII イメージソング |      |

## 関連作品
- アルバム『ヤガマニア』